# James Marcelin
James Marcelin (Saint-Marc, 13 giugno 1986) è un ex calciatore haitiano, di ruolo centrocampista.

## Carriera

### Nazionale
Viene convocato per la Copa América Centenario negli Stati Uniti. L'8 giugno 2016 ad Orlando al Citrus Bowl, segna l'unico gol della nazionale Haitiana nella Copa Amèrica contro il Brasile nella partita persa 7-1.

## Palmarès

### Club

#### Competizioni nazionali
- Commissioner's cup: 1

Puerto Rico Islanders: 2008
- Cascadia Cup: 1

Portland Timbers: 2012